# Patagioenas caribaea
La paloma jamaicana o paloma jamaiquina (Patagioenas caribaea) es una especie de ave columbiforme de la familia Columbidae. Es endémica de Jamaica. Se denomina también Columba caribaea.

## Hábitat
Sus hábitats naturales son el bosque subtropical y el tropical montano. Está amenazada por la destrucción de su hábitat.